# Dugesia minotauros
Dugesia minotauros és una espècie de triclàdide dugèsid que habita els rius de l'illa de Creta i de la península del Peloponès, Grècia. El nom específic fa referència a la criatura mitològica de Creta mig brau, mig home, el minotaure.
Morfològicament D. minotauros és similar a D. iranica. Els espècimens del Peloponès es diferencien dels de Creta per la presència d'ovaris hiperplàstics que ocupen bona part de la part anterior del cos.